# 境港警察署
境港警察署（さかいみなとけいさつしょ）は、鳥取県警察が管轄する警察署の一つである。

## 所在地
- 鳥取県境港市上道町1891番地3

## 管轄区域
- 境港市

## 沿革
- 1954年（昭和29年）
  - 7月1日 - 警察法施行により鳥取県警察が発足。鳥取県境警察署となる。
  - 11月16日 - 鳥取県境港警察署に改称。

## 交番
（）の中は所在地。
- 境港駅前交番（境港市大正町220番地）

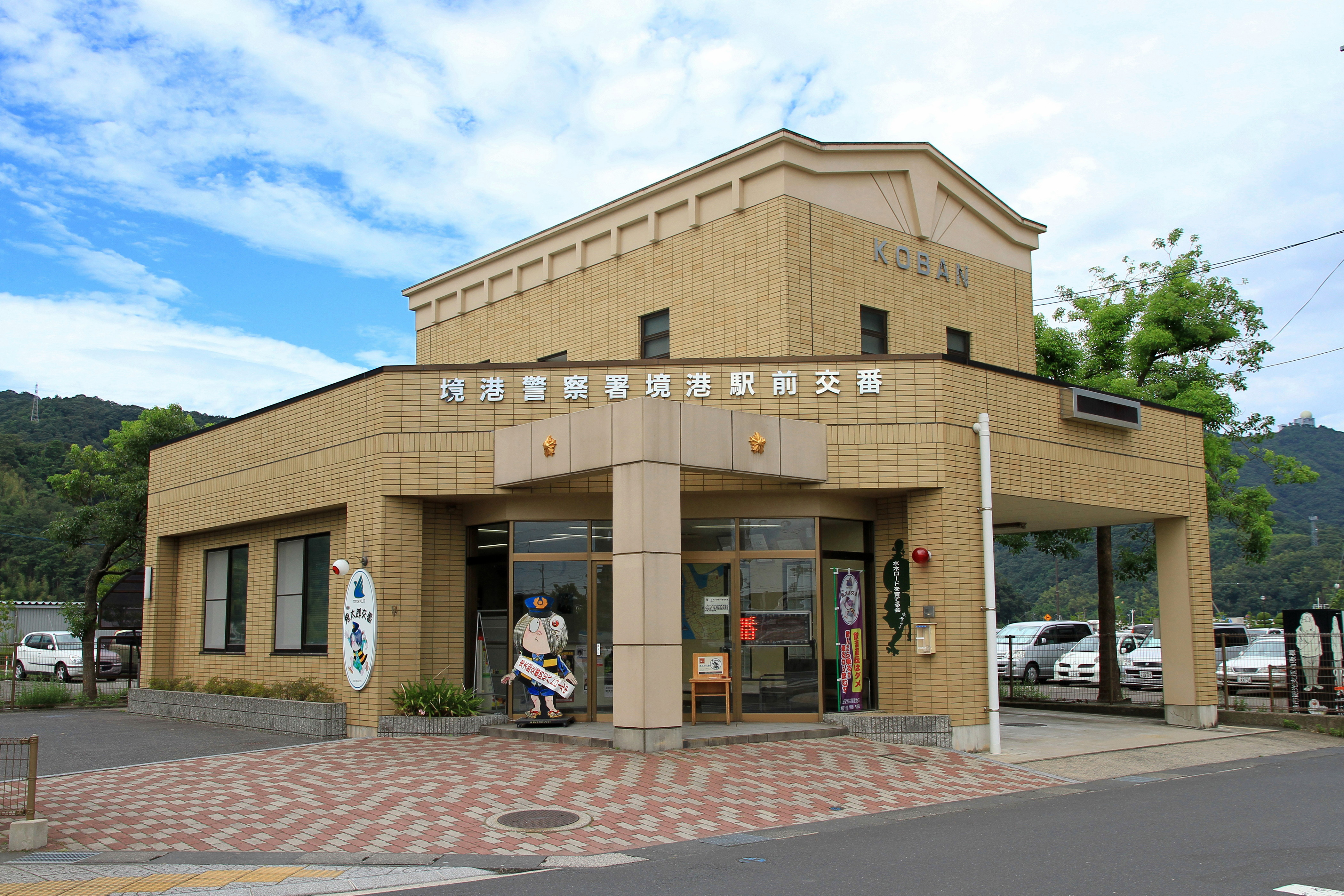
境港駅前交番（愛称、鬼太郎交番）

  - 境港市のうち外江町、芝町、清水町、西工業団地、昭和町、岬町、花町、東雲町、入船町、東本町、朝日町、相生町、中町、末広町、本町、栄町、日ノ出町、松ヶ枝町、京町、明治町、湊町、馬場崎町、大正町、弥生町、浜ノ町、米川町、蓮池町、潮見町、上道町、元町、福定町、竹内町、竹内団地

## 駐在所
（）の中は所在地。
- 誠道駐在所（境港市誠道町222番地）
  - 境港市のうち高松町、誠道町、小篠津町の一部（通称内官舎の区域）
- 渡駐在所（境港市渡町1910番地4）
  - 境港市のうち森岡町、渡町
- 小篠津駐在所（境港市小篠津町897番地5）
  - 境港市のうち新屋町、小篠津町の一部（通称内官舎の区域を除く）、佐斐神町、幸神町、麦垣町、財ノ木町、夕日ケ丘一丁目、夕日ケ丘二丁目、中海干拓地

## 警備派出所
（）の中は所在地。
- 米子空港警備派出所（境港市佐斐神町1634番地）
  - 美保飛行場の区域

## 警備艇ゆみはま
- 鳥取1ゆみはま

警備艇ゆみはまは、令和元年度に就役し、全長14メートル、総トン数約10トン、最大速力は40ノット(時速74キロ)で船尾には人命救助用のリフトを搭載している。
警備艇ゆみはまは、国の重要港湾に指定されている境港を管轄する境港警察署に配備されており、任務内容は鳥取県沿岸部の海上警ら、密航・密輸、テロ警戒、水難者の捜索・救助、水上レジャーに対する安全指導などである。
警備艇ゆみはまは、鳥取県警察で唯一の警備艇であり、水上警察の警備艇としては珍しいジオラマキット付きのペーパークラフトがある。ペーパークラフトはウォーターラインモデル仕様となっており、110分の1スケールで細部まで表現され、大人でも製作を楽しめる内容となっている。
境港警察署に就役していた先代の警備艇も船名はゆみはまであり、現行の警備艇にもその船名が継承されている。